# Elias Hicks

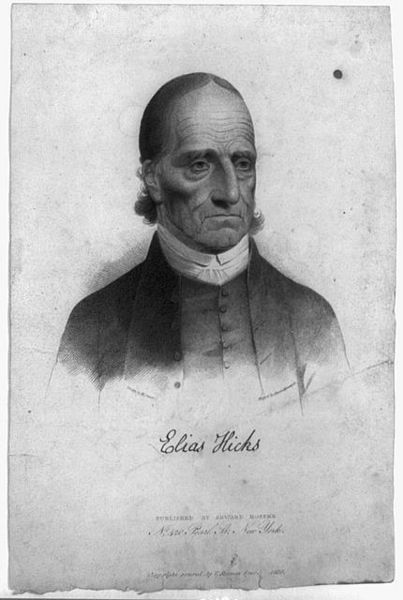
Elias Hicks

Elias Hicks (* 10. März 1748 in Rockaway, Provinz New York; † 27. Februar 1830 in Jericho, Nassau County, New York) war ein US-amerikanischer Quäker-Meinungsführer.

## Leben
Hicks war von Beruf Zimmermann. Als junger Mann trat er der Religiösen Gesellschaft der Freunde bei. Im Jahr 1771 heiratete er Jemina Seaman. Hicks setzte sich für die Abschaffung der Sklaverei ein. Als Prediger bereiste Hicks die Vereinigten Staaten und Kanada.
Hicks vertrat vom orthodoxen Quäkertum abweichende theologische Ansichten, darunter auch die Frage der Geburt Jesu Christi von einer Jungfrau, die er für weniger wichtig erachtete. Aufgrund seiner Bekanntheit und der Debatte über seine Ansichten kam es im Jahr 1827 zu einer Aufspaltung innerhalb des amerikanischen Quäkertums. Die Anhänger seines Flügels wurden fortan Hicksite Friends genannt.